# Henryk Flinik
Henryk Flinik (1928. – 2008.) je bivši poljski hokejaš na travi.
Brat je reprezentativnih kolega Alfonsa i Jana Flinika.
Na hokejaškom turniru na Olimpijskim igrama 1952. u Helsinkiju je igrao za Poljsku, koja je ispala u osmini završnice. 
Na hokejaškom turniru na Olimpijskim igrama 1960. u Rimu je igrao za Poljsku, koja je ispala u skupini nakon dodatnog susreta protiv Australije i na kraju zauzela 12. mjesto.

## Vanjske poveznice
- Profil na Sports Reference.com  Arhivirana inačica izvorne stranice od 14. prosinca 2012. (Wayback Machine)